# Sharknado
Sharknado è un film per la televisione del 2013 diretto da Anthony Ferrante e prodotto e distribuito dallo studio The Asylum. Presenta come attori diversi volti noti, su tutti Ian Ziering e Tara Reid.
Trasmesso per la prima volta negli Stati Uniti sul canale Syfy l'11 luglio 2013, in Italia è stato distribuito in DVD da Minerva Pictures il 23 gennaio 2014.
Ha dato inizio a una serie di film con cinque seguiti: Sharknado 2 - A volte ripiovono, Sharknado 3, Sharknado 4, Sharknado 5: Global Swarming e L'ultimo Sharknado - Era ora!.

## Trama
Coste del Messico. Su un piccolo peschereccio il capitano e un uomo d'affari discutono di commercio di squali ma vengono interrotti da una tempesta che uccide entrambi e affonda il peschereccio. Durante una tranquilla giornata a Los Angeles l'ex campione di surf Fin Shepard, assieme all'amico di sempre Baz, assiste ad un attacco da parte di migliaia di squali sulla spiaggia di Santa Monica che uccidono alcuni ragazzi. Subito dopo, i protagonisti si recano nel bar sulla spiaggia di proprietà di Fin, in cui si incontrano con un cliente abituale, l'ubriaco George e Nova, la dipendente di Fin innamorata di lui. Finley avverte l'ex moglie April Wexler di una tempesta in arrivo che subito dopo investe il bar e i qui presenti sono attaccati da una marea di squali quindi Fin e gli altri fuggono. La tempesta colpisce il molo, facendo rotolare una ruota panoramica. Il bar è distrutto e Fin intuisce subito la gravità della situazione e, assieme allo stesso Baz e a Nova, parte alla ricerca dell'ex-moglie April e dei due figli, che vivono nell'entroterra passando dalla città ormai allagata. Per la strada rimangono bloccati in un ingorgo che viene poi intasato da un'onda e qui il gruppo perde George che viene colpito da un'onda piena di squali dopo aver salvato un cane ed una donna.
Arrivano alla casa della ex dove Fin discute col nuovo fidanzato di April, che viene ucciso da uno squalo portato da un'onda che allaga la casa. Fin e Nova combattono lo squalo, riuscendo ad ucciderlo con un fucile a pompa. Il gruppo fugge e la casa viene rasa al suolo. Dopo aver salvato dei bambini in uno scuolabus intrappolato, la loro macchina viene danneggiata da uno squalo che viene ucciso da Nova. La macchina esplode e il gruppo si ferma in un negozio per rifornirsi e decidono di rubare un'auto con un bottone per il turbo da un posto che affitta auto per film.
La situazione si complica quando diversi tornado e trombe d'acqua sollevano gli squali in aria, scaraventandoli all'interno della città. Grazie al turbo, il gruppo riesce a raggiungere l'aeroporto dove lavora Matt, il figlio del protagonista ma non possono più andarsene perché il tornado si avvicina e aspira una sua collega, quindi decidono di rubare un elicottero incredibilmente intatto, dopo essersi procurati delle bombolette di propano da una ferramenta, utilizzate come bombe incendiarie. Nova e Matt pilotano l'elicottero sopra lo Sharknado e buttano la bomba inutilmente e gli squali si scagliano su Fin che riesce a respingerli con una motosega e una pistola, ma mentre cercano di buttare un'altra bomba uno squalo si aggrappa e Nova cade venendo poi inghiottita da uno squalo in volo. Fin vuole salvare tutti e allora prende l'auto, la riempie di esplosivo e aziona il turbo, scagliandola contro il tornado, e stavolta funziona. Lui riesce a gettarsi dalla macchina prima che questa possa esplodere mentre gli squali piovono sulla città. Uno di questi sta per inghiottire Claudia ma Fin la sposta, accende la motosega e si scaglia dentro lo squalo, uccidendolo. Fin è apparentemente morto, ma egli, aprendo la pancia dello squalo con una motosega, fuoriesce vivo dal predatore e rivelando di aver tratto in salvo anche Nova. Fin si riunisce al gruppo, felice di aver salvato la città dalla terribile invasione.

## Accoglienza
Sul sito Rotten Tomatoes il film riporta il 74% di critiche positive con una media dei voti del 6/10 e il consenso «Con orgoglio, senza vergogna, e gloriosamente senza cervello, Sharknado ridefinisce una nuova generazione di So bad it's so good». Ha avuto un successo incredibile grazie alla rete, divenendo un film di culto nel suo genere. Il giovane regista Anthony Ferrante ha spiegato che «gli squali funzionano e anche i disastri funzionano. Mettili insieme e ne tirerai fuori qualcosa».
Grazie alla sua notorietà, Sharknado fu distribuito il 2 agosto 2013 in duecento sale cinematografiche dalla compagnia britannica Regal Cinemas, dove venne proiettato per un solo giorno a mezzanotte e incassò in totale 200.000 dollari.

## Premi
La pellicola fu candidata ai People's Choice Awards 2014.

## Sequel

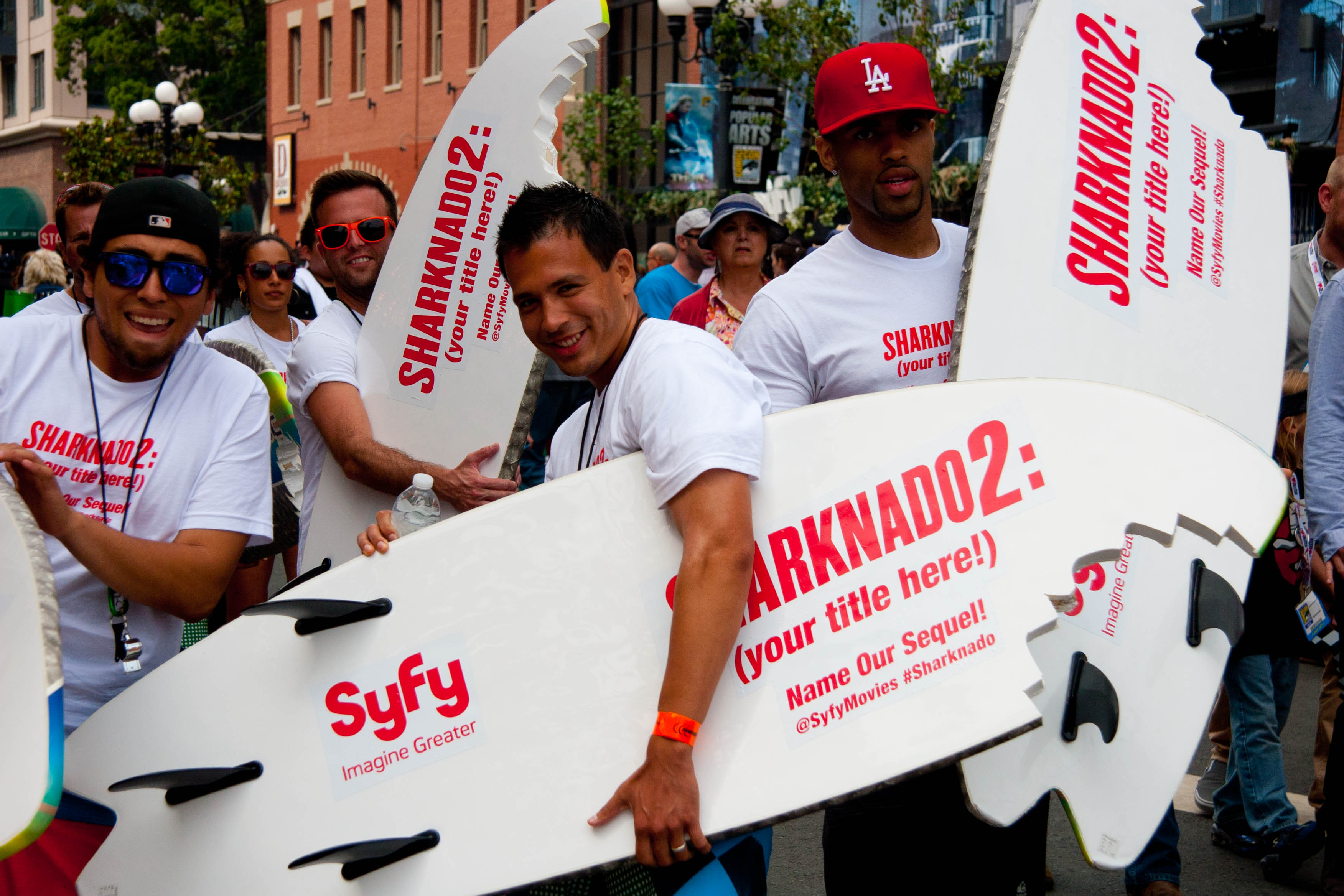
Promotori di Sharknado 2 al San Diego Comic-Con 2014

- Sharknado 2 - A volte ripiovono (Sharknado 2: The Second One) (2014)
- Sharknado 3 (Sharknado 3: Oh Hell No!) (2015)[5]
- Sharknado 4 (Sharknado: The 4th Awakens) (2016)
- Sharknado 5: Global Swarming (Sharkando 5: Global Swarming) (2017)
- L'ultimo Sharknado - Era ora! (The Last Sharknado: It's About Time) (2018)